# Союз 7К-П
«Союз 7К-П» (рос. Перехватчик, перехоплювач), Індекс ГРАУ 11Ф71 — проєкт радянських пілотованих космічних кораблів для перехоплення ворожих супутників.
Розроблявся на базі космічного корабля «Союз-А».
Планувалося після наближення до ворожого супутника здійснити вихід космонавта у відкритий космос для огляду зблизька. Залежно від завдання і результатів огляду супутник знищувався, знешкоджувався, або доправлявся на  Землю для подальшого вивчення. Від такого рішення відмовилися — в той час всі радянські супутники обладнувалися системою автоматичного підриву для захисту від потрапляння до ворогів, цього ж очікували і від американців.

## Історія
Під час розробки радянської місячної програми у грудні 1962 Генеральний конструктор ОКБ-1 Корольов затвердив ескізний проєкт «Союзу», за яким навколомісячний пілотований корабель «Союз-А» (7К) виводився на орбіту навколо Місяця розгінним блоком «Союз-Б» (9К), для заправки якого використовувався танкер «Союз-В» (11К). Щоб отримати фінансування від Міністерства оборони, в проєкті пропонувалися дві додаткові модифікації: «Союз-П» (рос. Перехватчик, перехоплювач) і «Союз-Р» (рос. Разведчик, розвідник). Для виведення Союзу-П на орбіти висотою до 6 тис. км використовувався танкер «Союз-В».
1963 ОКБ-1 працювало над проєктами тримісного корабля «Восход» (3КВ) і двомісного «Восход-2» (3КД), величезною ракетою-носієм «Н1» (11А52) і її меншими варіантами «Н11» (11А53) і «Н111» (11А54), і кількома безпілотними апаратами.
20 березня 1963 експертна комісія розглянула ескізний проєкт і затвердила розробку корабля «7К» в ОКБ-1, передавши розробку апаратів «9К» і «11К» до інших конструкторських бюро, а військові варіанти до самарського відділу ОКБ-1. На військові варіанти виділили достатнє фінансування і недостатнє — на місячний корабель. Для польоту кораблів «Союз А-Б-В» слід було виконати п'ять успішних автоматичних стикувань. На той час це здавалося неможливим, тому обрано проєкт Челомея, за яким одномісний корабель «ЛК-1» для обльоту Місяця одним запуском виводила ракета-носій «Протон» (УР500К-Л1).
1964 КБ Козлова почало розробку корабля «Союз-П».
Проєкт скасували після оцінки ризиків і замінили оновленою версією з назвою «Союз 7К-ППК».